# Forum économique oriental
Le Forum économique oriental (en russe : Восточный экономический форум or ВЭФ）est un forum annuel organisé à Vladivostok, en Russie, dans le but de promouvoir les investissements étrangers dans l'Extrême-Orient russe.

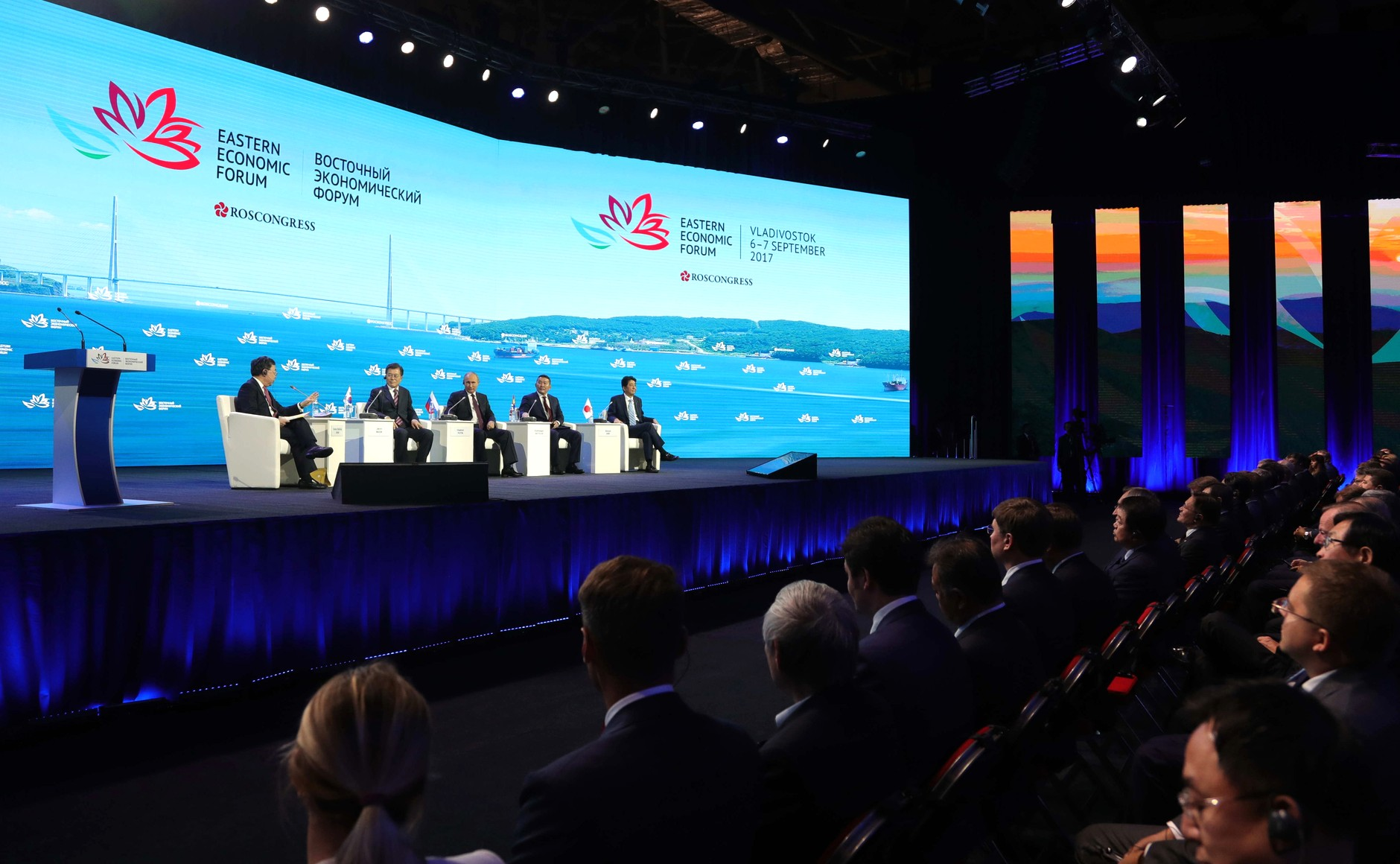
Forum de 2017.

Le forum a lieu chaque année en septembre depuis 2015, au sein de l'université fédérale orientale de Vladivostok.
Le forum est organisé par un comité émanant de Roscongress, agence gouvernementale russe chargée de l'organisation d'autres forums tels que le Forum économique international de Saint-Pétersbourg.
Le président de la fédération de Russie et le Premier ministre du Japon se sont rendus à chaque édition depuis sa création en 2015.
La 3ème édition du forum eut lieu les 6 et 7 septembre 2017 en présence du Premier ministre de Corée du Sud. A cette occasion, des discussions préalables à l'établissement d'un accord de libre échange (ALE) entre la Corée du Sud et l'Union économique eurasiatique ont été initiées par les deux présidents présents russe et sud-coréen.
La 5ème édition du forum, organisé du 4 au 6 septembre 2019, a compté la présence du Premier ministre indien, Narendra Modi, qui a notamment annoncé le déblocage d'une ligne de crédit d'un milliard de dollars pour le développement de l'Extrême-Orient russe. Les dirigeants du Japon, de Corée du Sud et de Mongolie étaient également présents.